# St.-Clemens-Kirche (Nebel)

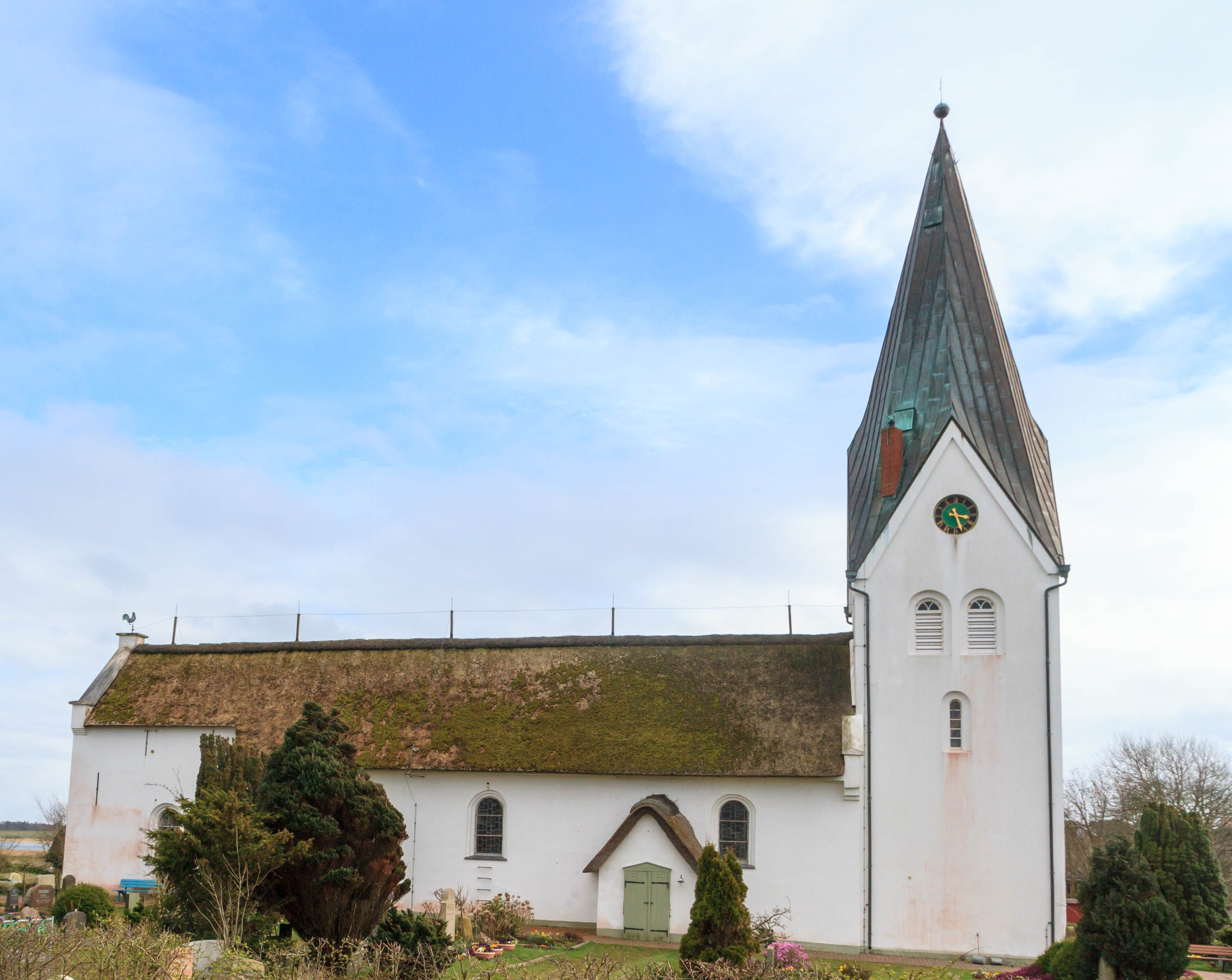
St.-Clemens-Kirche

Die St.-Clemens-Kirche (Öömrang: St. Clemens sark) in Nebel auf der Nordseeinsel Amrum ist die größte Kirche der Insel. Sie ist Pfarrkirche der evangelisch-lutherischen St.-Clemens-Gemeinde Amrum.

## Geschichte

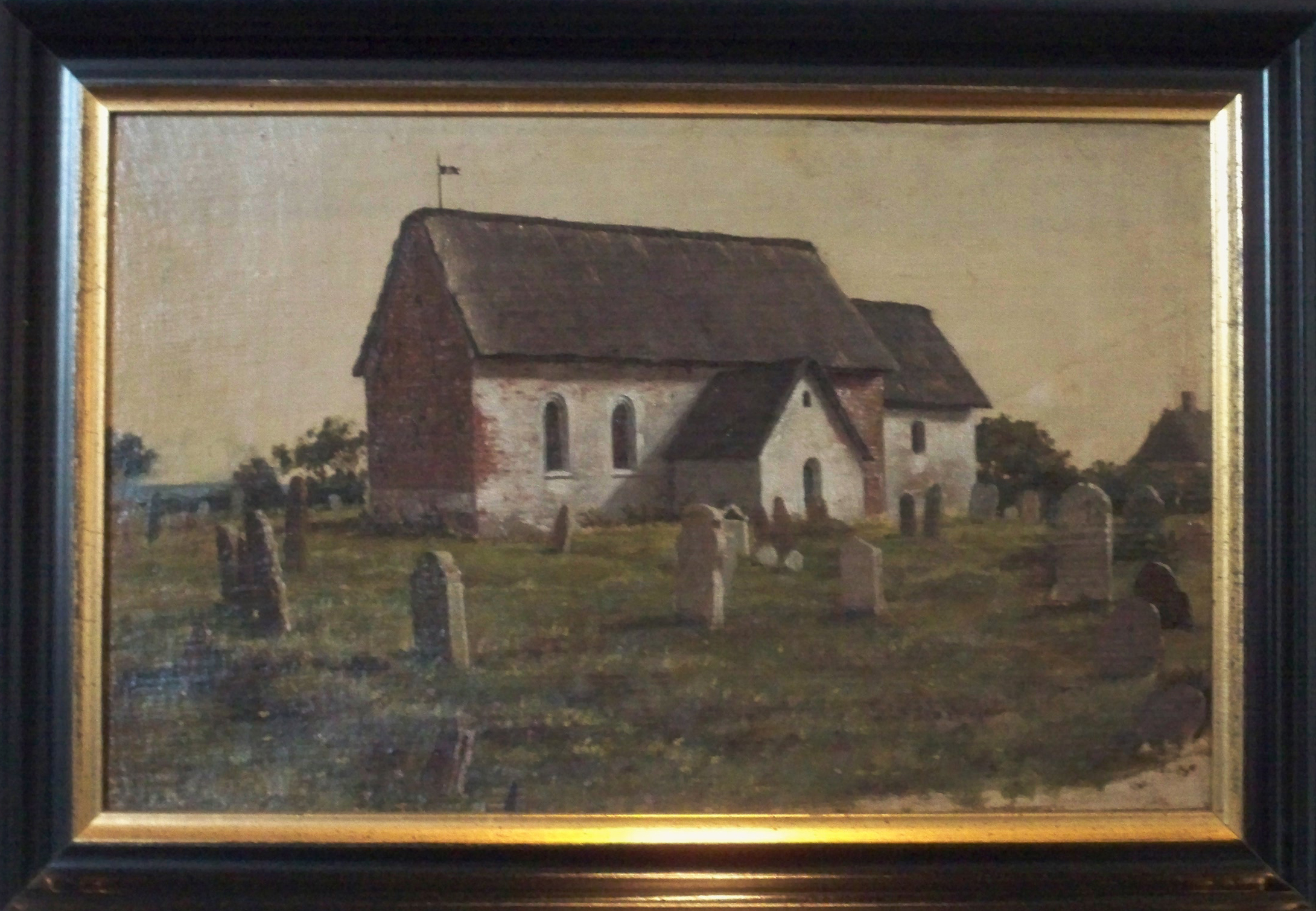
Die Kirche um 1859, Gemälde von Carl Ludwig Jessen

Die Kirche, die das Patrozinium des Heiligen Clemens von Rom als Schutzpatron der Seeleute trägt, wurde vermutlich 1236 erbaut und 1240 erstmals urkundlich erwähnt. Die Bewohner der damals einzigen Inseldörfer Norddorf und Süddorf konnten sich nicht einigen, in welchem Dorf die Kirche erbaut werden sollte, so dass sie zwischen den beiden Dörfern, allerdings näher an Süddorf, erbaut wurde. Die Kirche wurde anfangs als einfacher Holzbau errichtet und war vermutlich eine Filialkirche der Gemeinde St. Johannis in Nieblum auf Föhr. Die Kirche lag auf einer flachen Halbinsel, auf der der Föhrer Geistliche anlanden konnte. Später wurde die Kirche als einschiffiger, turmloser Bau im Stil der Romanik aus Backsteinen und Feldsteinen errichtet. Das Dach wurde mit Reet gedeckt. Später wurde die Kirche verputzt und weiß getüncht.
Um die Kirche herum entwickelte sich das Dorf Nebel (deutsch: Neues Dorf) zum größten Dorf der Insel. 1524 kam die Reformation nach Amrum, so dass die Kirchengemeinde evangelisch wurde. Von 1574 bis 1630 war Tycho Frudson (gelegentlich auch Frödden genannt) Pastor. Etwa zu seinem 50-jährigen Dienstjubiläum entstanden 1623 die aus Tannenholz gefertigte Kanzel und der Schalldeckel. 1634 wurde der Flügelaltar aus Dankbarkeit dafür errichtet, dass die Amrumer die Zweite Grote Mandränke überstanden hatten. Zwei Kronleuchter aus Messing wurden 1671 und 1685 von Amrumern gestiftet. In dieser Zeit (1629/1630–1686) amtierte Martin Flor 56 Jahre lang als Amrumer Pastor. 1692 wurde in einem kleinen, freistehenden Holzgestell eine Betglocke aufgehängt. Vor 1700 wurde die Westempore errichtet, später wurde auch eine Nordempore eingebaut. Von 1739 bis 1875 waren mit einer kurzen Unterbrechung nacheinander drei Mitglieder der Familie Mechlenburg Pastor, wobei jeweils ein Sohn das Amt übernahm. Der Letzte, Lorenz Friedrich Mechlenburg, verfasste ein Wörterbuch des Öömrang. 1886 wurde eine einmanualige Marcussen-Orgel im Altarraum eingeweiht. Um ihr Platz zu verschaffen, musste der Chor erhöht werden.
Im Jahr 1908 wurde der 36 Meter hohe, kupfergedeckte Kirchturm mit einer größeren Glocke hinzugefügt, der von dem damaligen Pastor Magnus Weidemann entworfen worden war. Das Holzgestell wurde abgebaut. In den Jahren 1936 und 1957–1960 wurde das Innere der Kirche renoviert. Dabei wurde 1957 ein niedriger Chorbogen eingebaut. Zu den zwei gestifteten Kronleuchtern aus Messing kamen 1960 ein weiterer Kronleuchter und zwei Wandleuchter aus einem holsteinischen Gutshaus, ebenfalls aus Messing. 1981 wurde eine zweimanualige Orgel eingeweiht. 1984 wurde der Turm von außen vollständig renoviert.

## Architektur

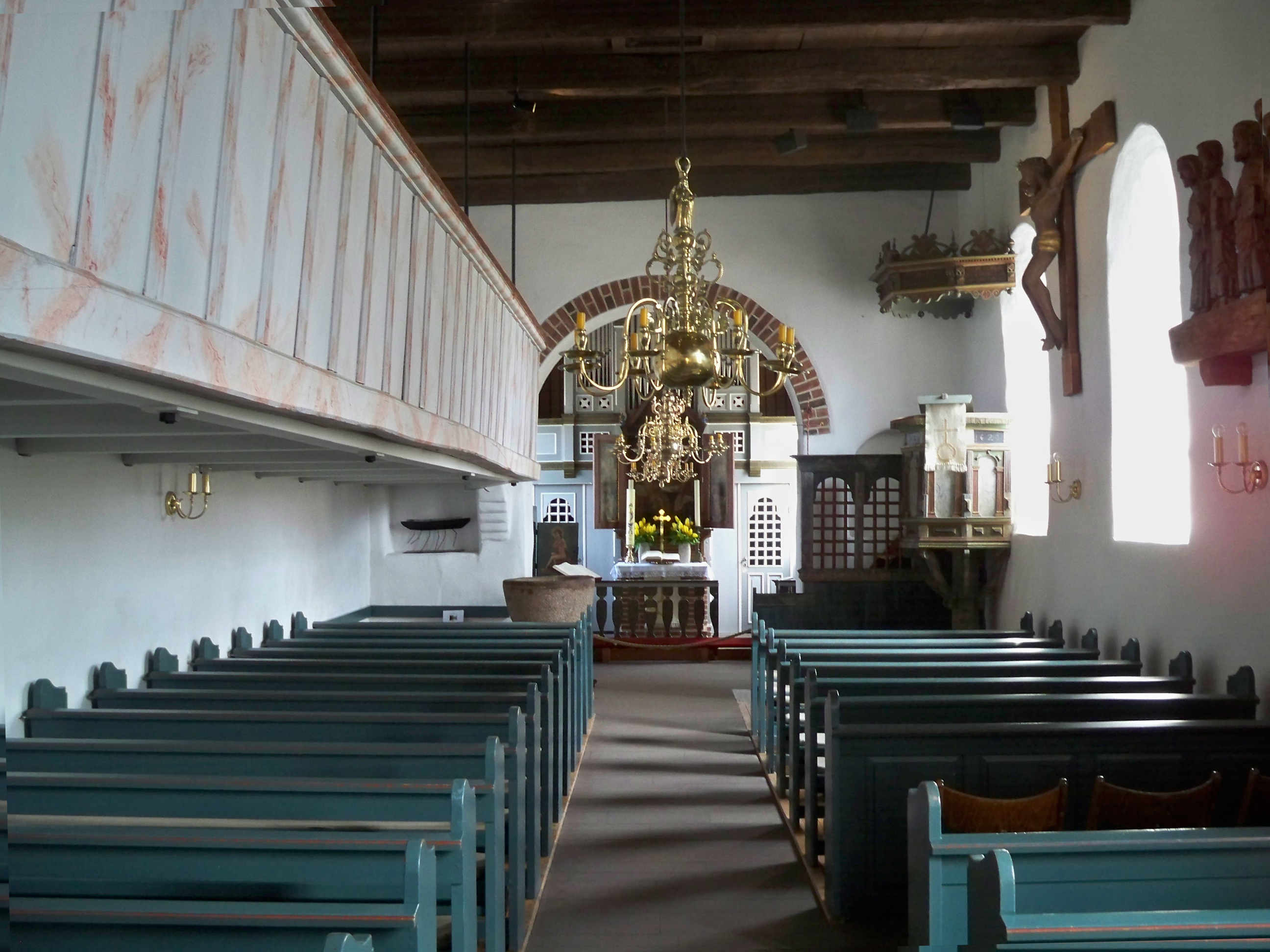
Innenraum Richtung Altar, mit Blick auf die Orgel

Die Kirche ist ein einschiffiger Bau, teils mit Feldsteinen und teils mit Backsteinen errichtet.
Das flach gedeckte Kirchenschiff liegt in Ost-West-Richtung, etwa 200 Meter von der Amrumer Ostküste entfernt, etwa fünf Meter oberhalb des mittleren Hochwassers. Der Turm steht auf der Westseite und enthält auch das Portal. Auf der Südseite liegt der Anbau Kastbarshüs, der als Leichenhalle der Insel genutzt wird. Auf der Nordseite befindet sich ein kleinerer, zu Kastbarshüs versetzter Anbau, durch den früher die Kirche betreten wurde. Auf der Südseite befinden sich große Rundbogenfenster, auf der Nordseite wurden die Fenster beim Bau der Nordempore verkleinert. Das Dach der Kirche ist bis auf den Turm reetgedeckt. Das schmale Kirchenschiff, an der Nordseite und über dem Eingang in geringer Höhe von einer hölzernen Empore durchzogen, vermittelt den räumlichen Eindruck eines Schiffskörpers. Die hölzerne Flachdecke wird von querliegenden Eichenbohlen gestützt.

## Ausstattung
Die Kirche beherbergt eine Reihe von Kunstschätzen.
- Apostelgruppe

Dazu gehört eine hölzerne, frühgotische Apostelgruppe (Das himmlische Abendmahl), die angeblich in einer Sturmflut auf Amrum angeschwemmt wurde und in der Südwand hängt. Die Figuren zeichnen sich durch strenge Frontalität, übergroße Köpfe und einfachen Faltenwurf der Gewänder aus. Die Gesichter spiegeln Innigkeit und tiefen Ernst wider.

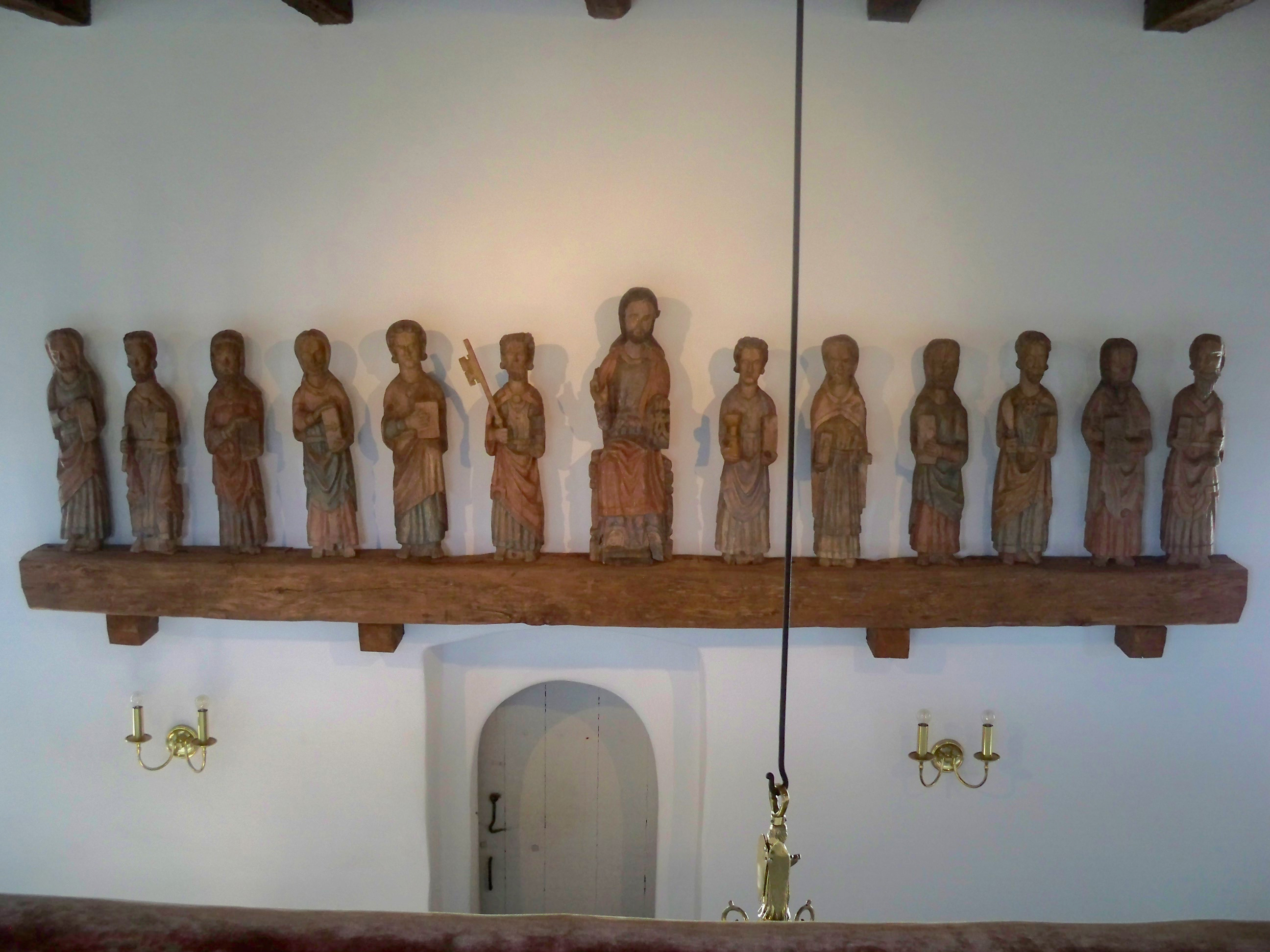
Gesamtansicht „Das himmlische Abendmahl“
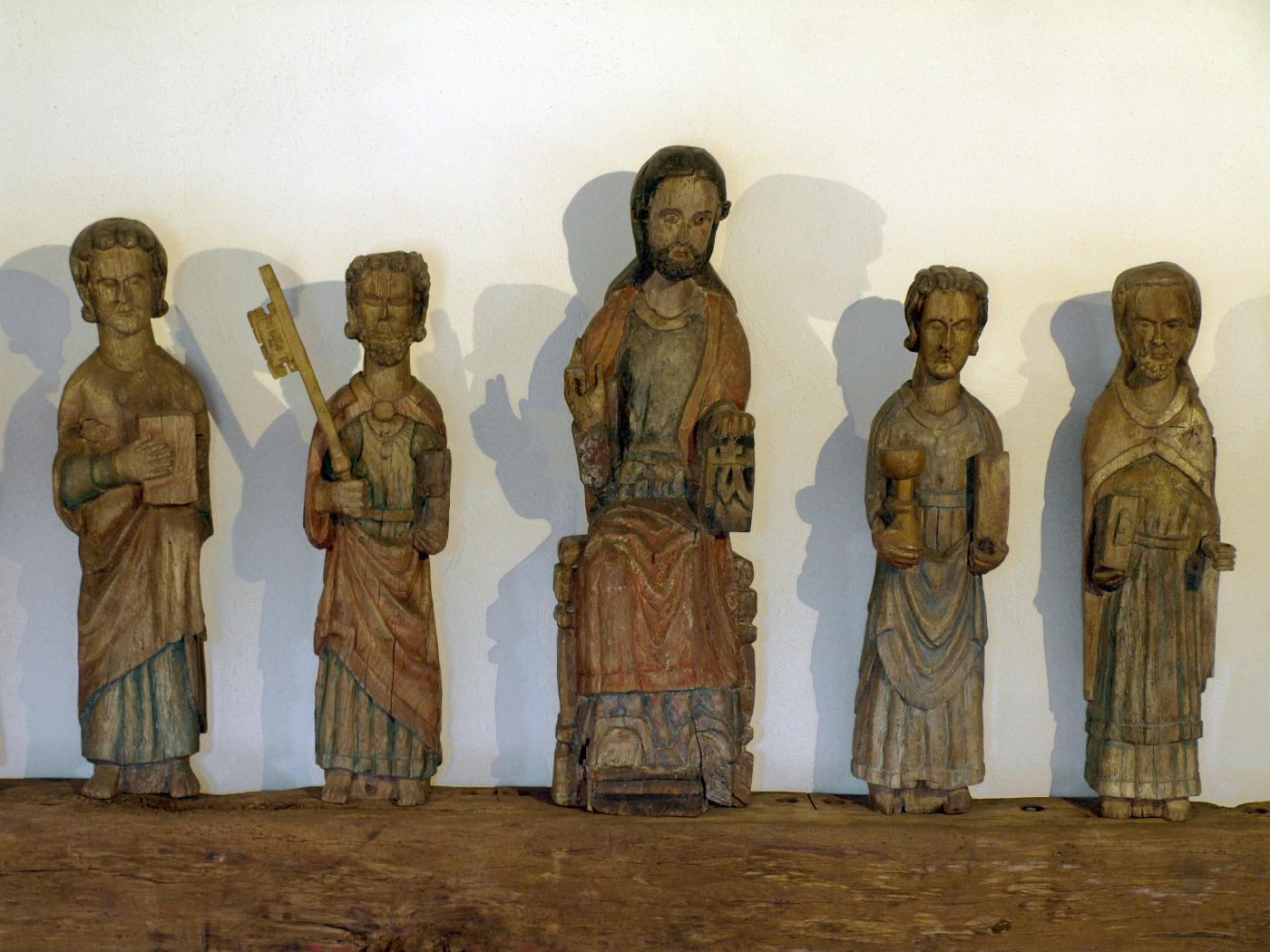
Detail: Die mittleren Apostel
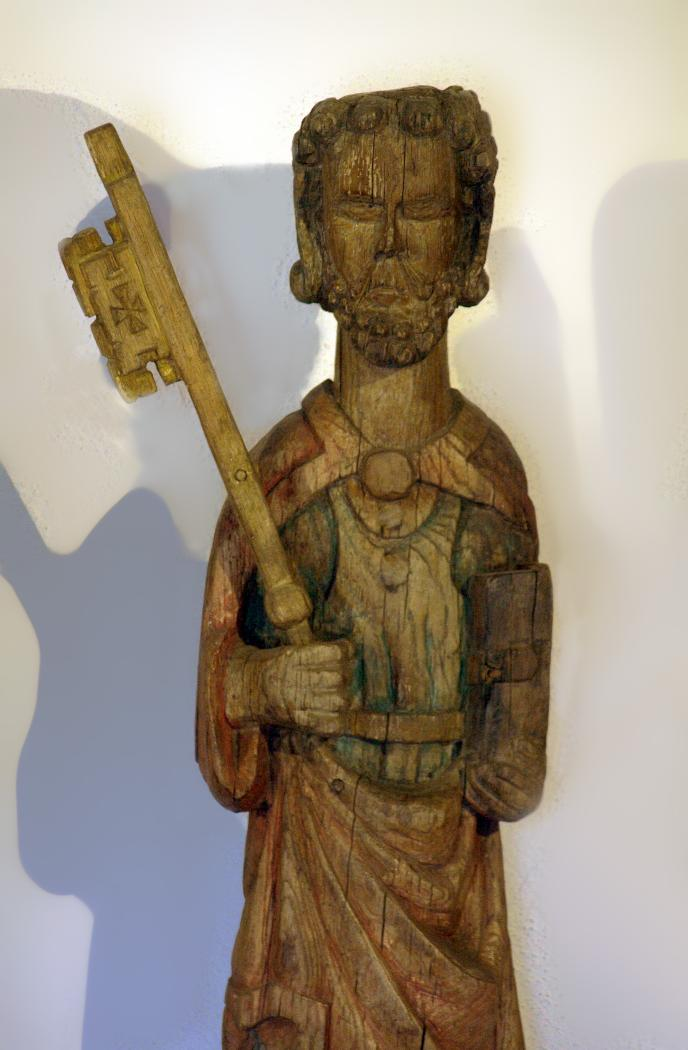
Detail: Petrus

- Taufstein

Der kelchförmige Taufstein stammt aus romanischer Zeit. Er wird etwa auf das gleiche Alter wie die Kirche geschätzt. Seine Kuppa und Wandung bestehen aus rötlichem Granit; Wulstring und Fuß sind aus gelblichem Muschelkalk gefertigt. Er steht in der Nordostecke des Kirchenschiffs, von Sitzbänken so umstellt, dass eine separate Taufecke entsteht.
- Altar und Altaraufsatz (Retabel)

1936 wurde der heutige Altar aus Rotsteinen im Klosterformat gebaut. Eine alte Grabplatte dient als Deckstein. Der alte Altar hatte 1886 einer Orgel weichen müssen.
Der dreiteilige Altaraufsatz (Triptychon) stammt von 1634. Es handelt sich um ein Werk der Spätrenaissance. Er zeigt in der Mitte ein Abendmahlsbild und auf den Flügeln die vier Evangelisten, ausgeführt im manieristischen Malstil. Im Giebeldreieck über dem Altar werden Gottvater und die Taube als Symbol des Heiligen Geistes dargestellt. Inschriften auf der Rückseite der Flügel geben das „Vater Unser“ und die Einsetzungsworte zum Abendmahl wieder.

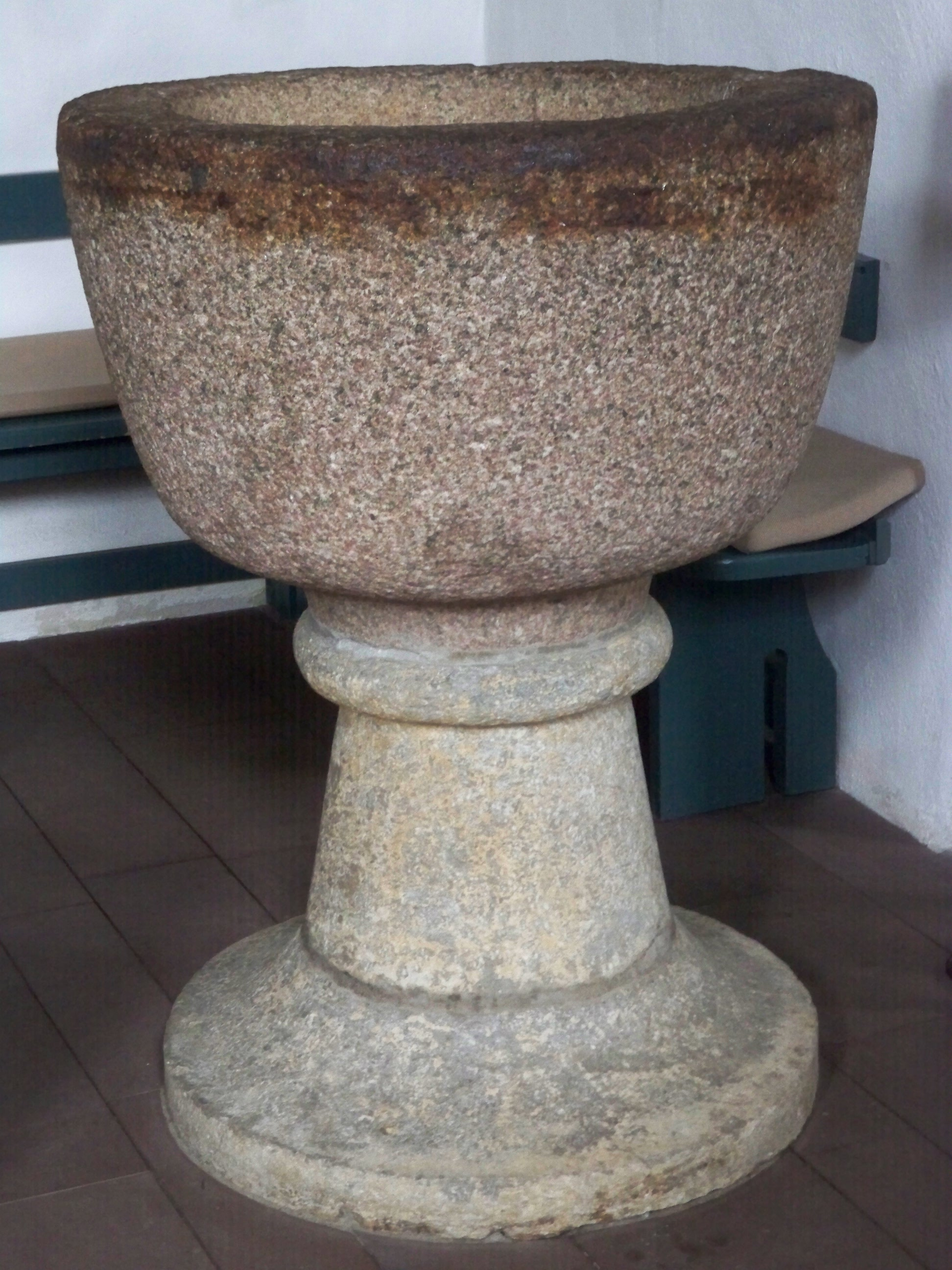
Der Taufstein aus Granit und Muschelkalk
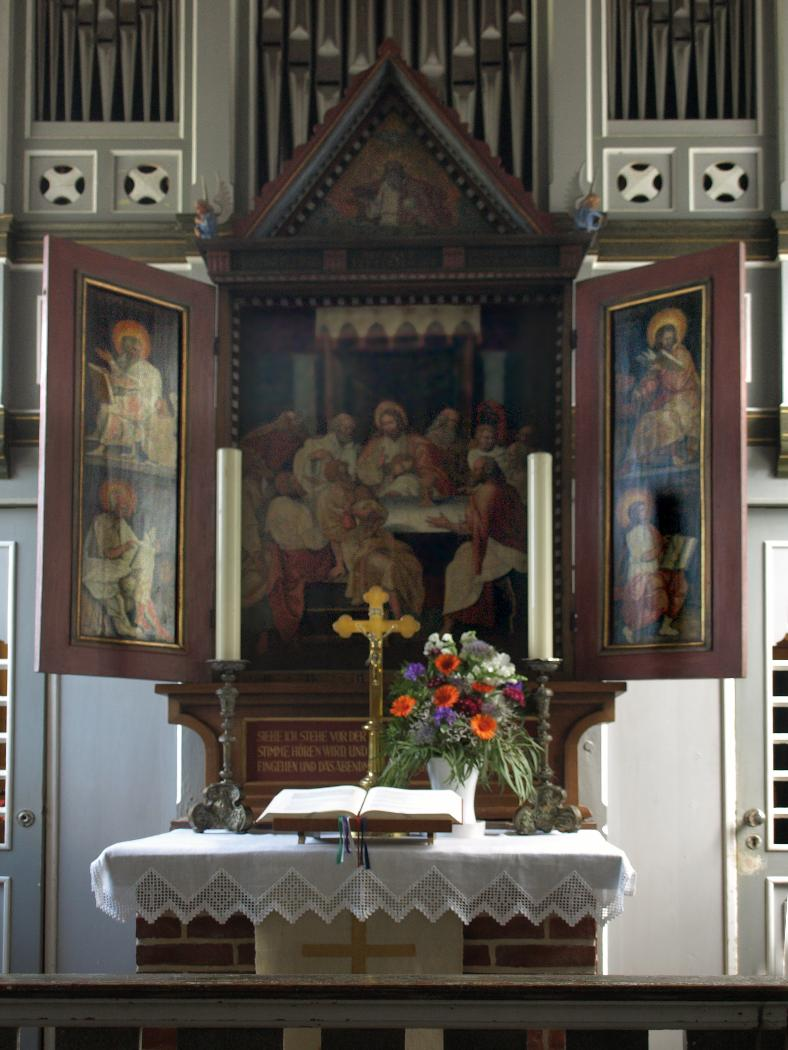
Der Altar mit dem dreiflügeligen Aufsatz von 1634
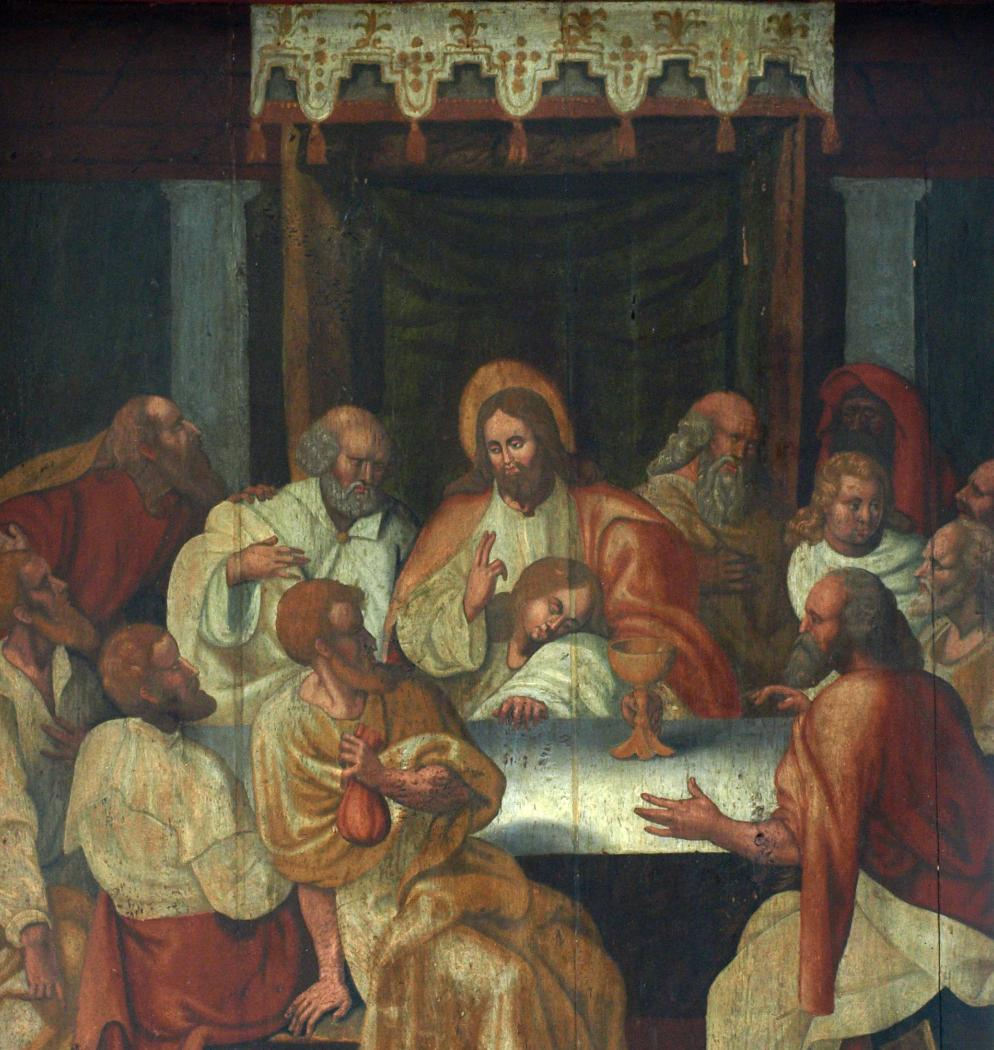
Das Altargemälde des Mittelteils stellt das letzte Abendmahl Jesu mit seinen Jüngern dar.

- Kruzifix

An der Südwand hängt ein Kruzifix mit einem spätgotischen Korpus von 1480. Das Kreuz stammt aus dem 20. Jahrhundert.
- Sakramentsschrank

Der frei stehende Sakramentsschrank aus dem 15. Jahrhundert weist zwei Türen auf. Die Innenseite der oberen Tür trägt das Gemälde eines sitzenden Schmerzensmannes im spätgotischen Malstil.

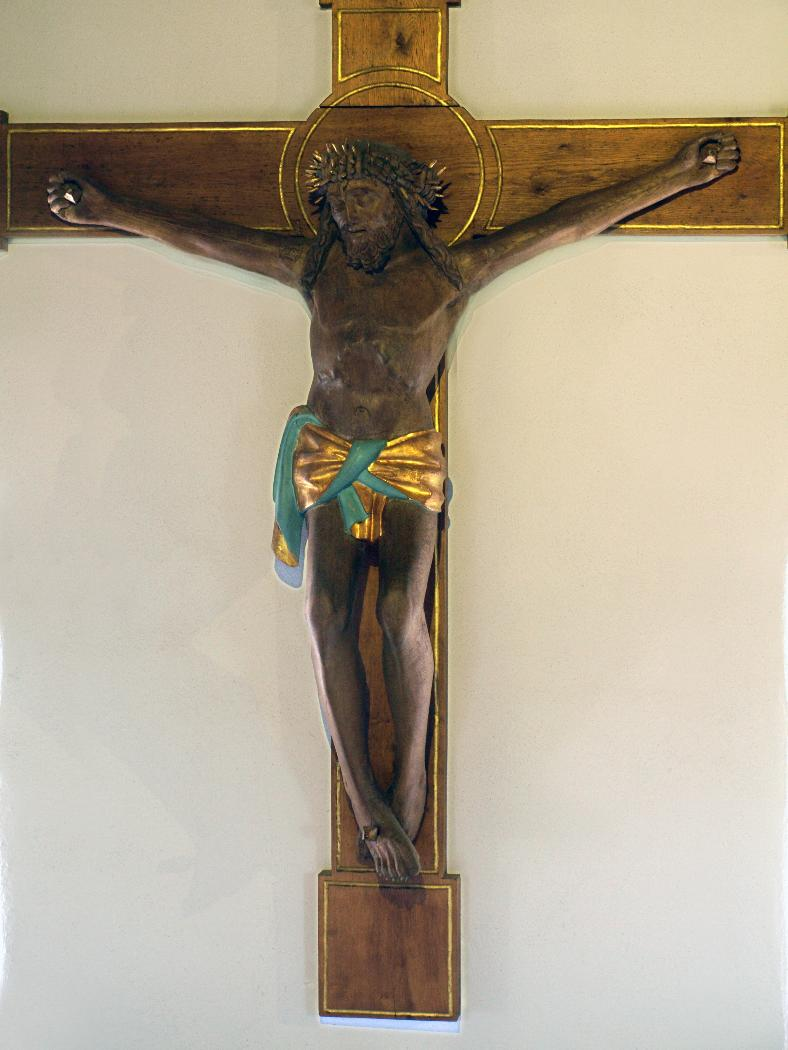
Kruzifix mit spätgotischem Korpus
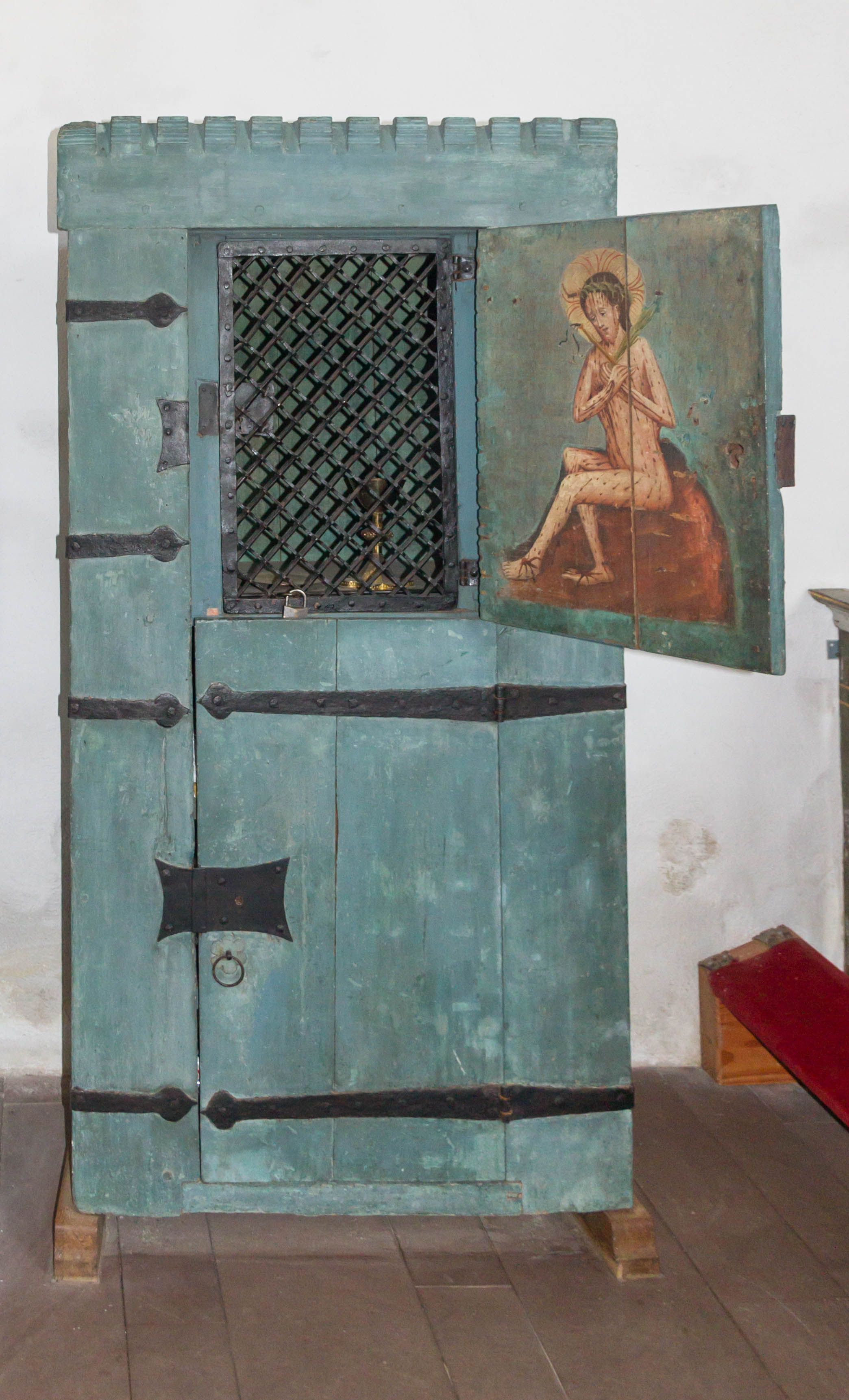
Frei stehender Sakramentsschrank
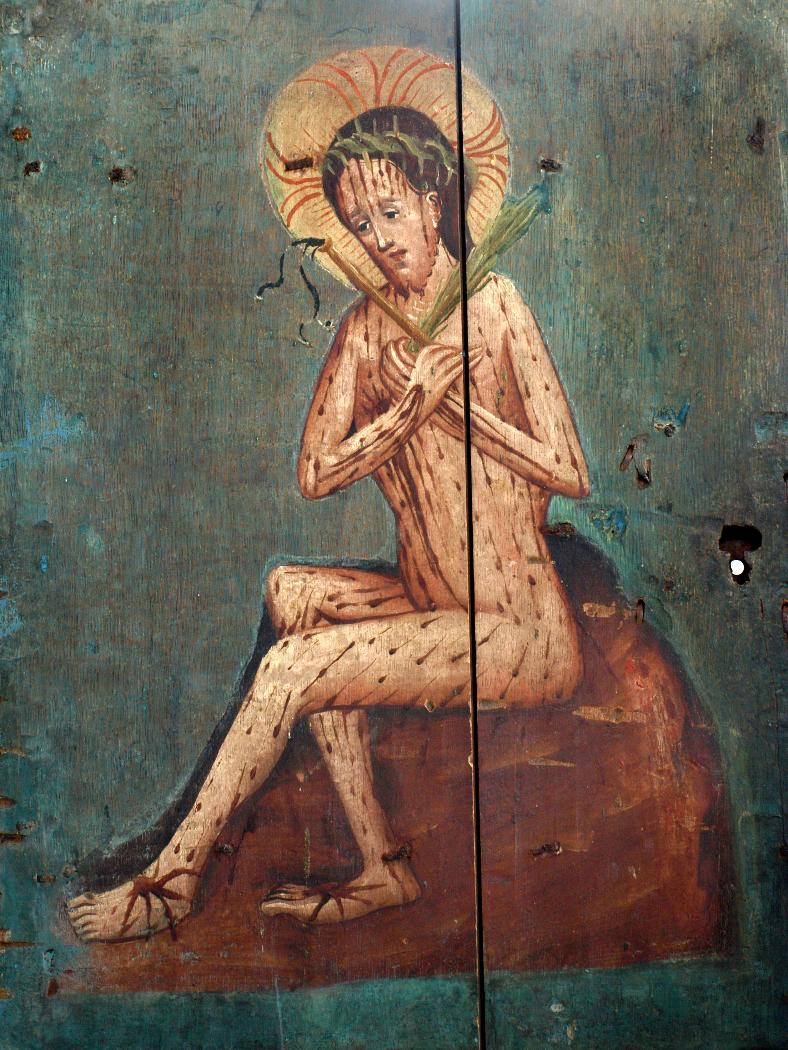
Gemälde Schmerzensmann am Sakramentsschrank

- Kanzel

Die Kanzel stammt aus der Zeit der Renaissance. 1623 ist der aus Tannenholz gefertigte Kanzelkorb entstanden (siehe auch Geschichte). Der vierseitige Korb zeigt kannelierte Streifen und Bogenfelder. Der fünfseitige Schalldeckel von 1662 trägt Dreiecksaufsätze.
- Emporenbilder

In den Brüstungsfeldern der West- und Nordempore befindet sind Christus und die zwölf Apostel dargestellt. Die Gemälde stammen aus dem 17. Jahrhundert.
- Kronleuchter

Zwei Kronleuchter aus Gelbguss (Messing) stammen von 1671 und 1685 (siehe auch Geschichte). Über einem Licht- und einem Zierkranz thront ein auf einem Adler reitender Jupiter.
- Glocke

Die Glocke im Turm wurde 1908 von der schwedischen Glockengießerei M & O Ohlsson in Lübeck auf den Schlagton as1 gegossen. Sie wird zu Gottesdiensten und weiteren Anlässen von Hand geläutet. Während zu Gottesdiensten und weiteren kirchlichen Feiern die Glocke zum Schwingen gebracht wird und dabei gegen den Klöppel schlägt, wird sie etwa zum Abendläuten gebeiert, das heißt, der Klöppel wird gegen die Glocke geschlagen. Das Uhrwerk mit vier Uhren an den Seiten des Turms funktioniert ebenfalls mechanisch. Jede halbe Stunde wird die Glocke über ein Schlagwerk angeschlagen.
Orgel
Die Orgel steht in Form einer Altarorgel auf einer Empore hinter dem Altar und wurde 1981 durch die Firma Becker erbaut. Das Instrument hat 18 Register (zuzüglich einer Transmission) auf zwei Manualen und Pedal und ersetzte die vormalige, einmanualige Orgel der Orgelbaufirma Marcussen. Ein niedriger Bogen, der den Altarraum vom übrigen Kirchenschiff trennt, ist ein akustisches Hindernis für den Orgelklang.
| I Hauptwerk C–g3 |            |       |
| 1.               | Prinzipal  | 8′    |
| 2.               | Rohrflöte  | 8′    |
| 3.               | Oktave     | 4′    |
| 4.               | Nasard     | 2 ⁄3′ |
| 5.               | Waldflöte  | 2′    |
| 6.               | Mixtur III |       |
| 7.               | Trompete   | 8′    |

| II Oberwerk C–g3 |                 |       |
| 8.               | Gedackt         | 8′    |
| 9.               | Blockflöte      | 4′    |
| 10.              | Prinzipal       | 2′    |
| 11.              | Sesquialtera II | 2 ⁄3′ |
| 12.              | Nasat           | 1 ⁄3′ |
| 13.              | Scharf III      |       |
| 14.              | Krummhorn       | 8′    |
|                  | Tremulant       |       |

| Pedal C–f1 |                    |     |
| 15.        | Subbass            | 16′ |
| 16.        | Prinzipal          | 8′  |
| 17.        | Gedacktbass        | 8′  |
| 18.        | Choralbass         | 4′  |
| 19.        | Trompete (= Nr. 7) | 8′  |

- Koppeln: I/P, II/P

## Nutzung
Die Kirche wird regelmäßig für Gottesdienste und alle anfallenden Kasualien genutzt. Eine Besonderheit sind die „Musikalischen Abendfeiern“, die im Sommerhalbjahr und zwischen Weihnachten und Neujahr bei Kerzenschein gefeiert werden und deren Tradition bis in das Jahr 1934 zurückreicht. Ein im Wochenrhythmus neu zusammengesetzter Chor probt unter der Leitung des örtlichen Kantors Stücke ein und führt sie dann drei Tage später in der Abendfeier auf. Die Mehrzahl der auftretenden Sänger und Instrumentalisten sind Urlauber.

## Friedhöfe

### Friedhof an der Kirche

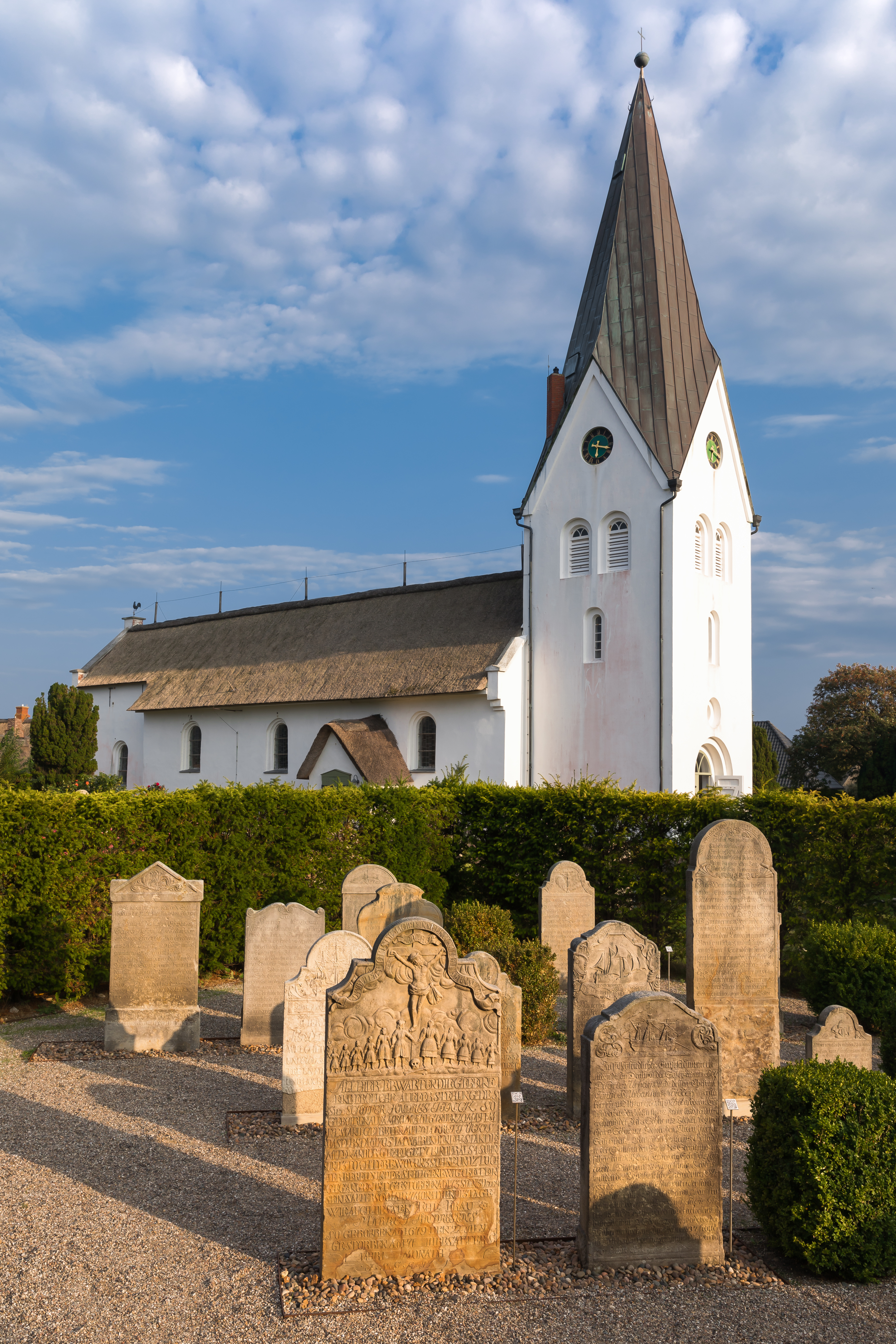
Sprechende Grabsteine und Kirche
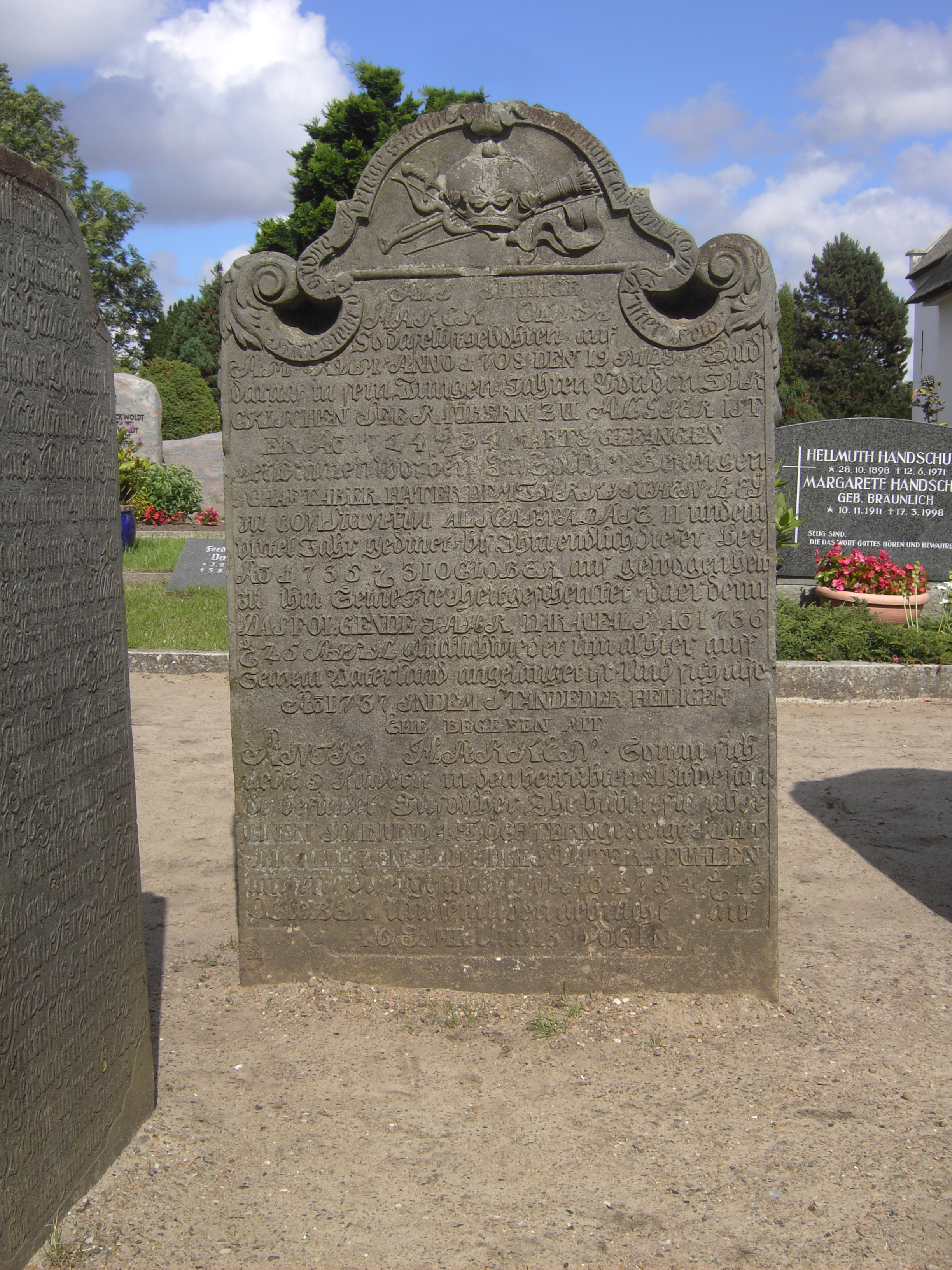
Grabstein des Seefahrers Hark Olufs
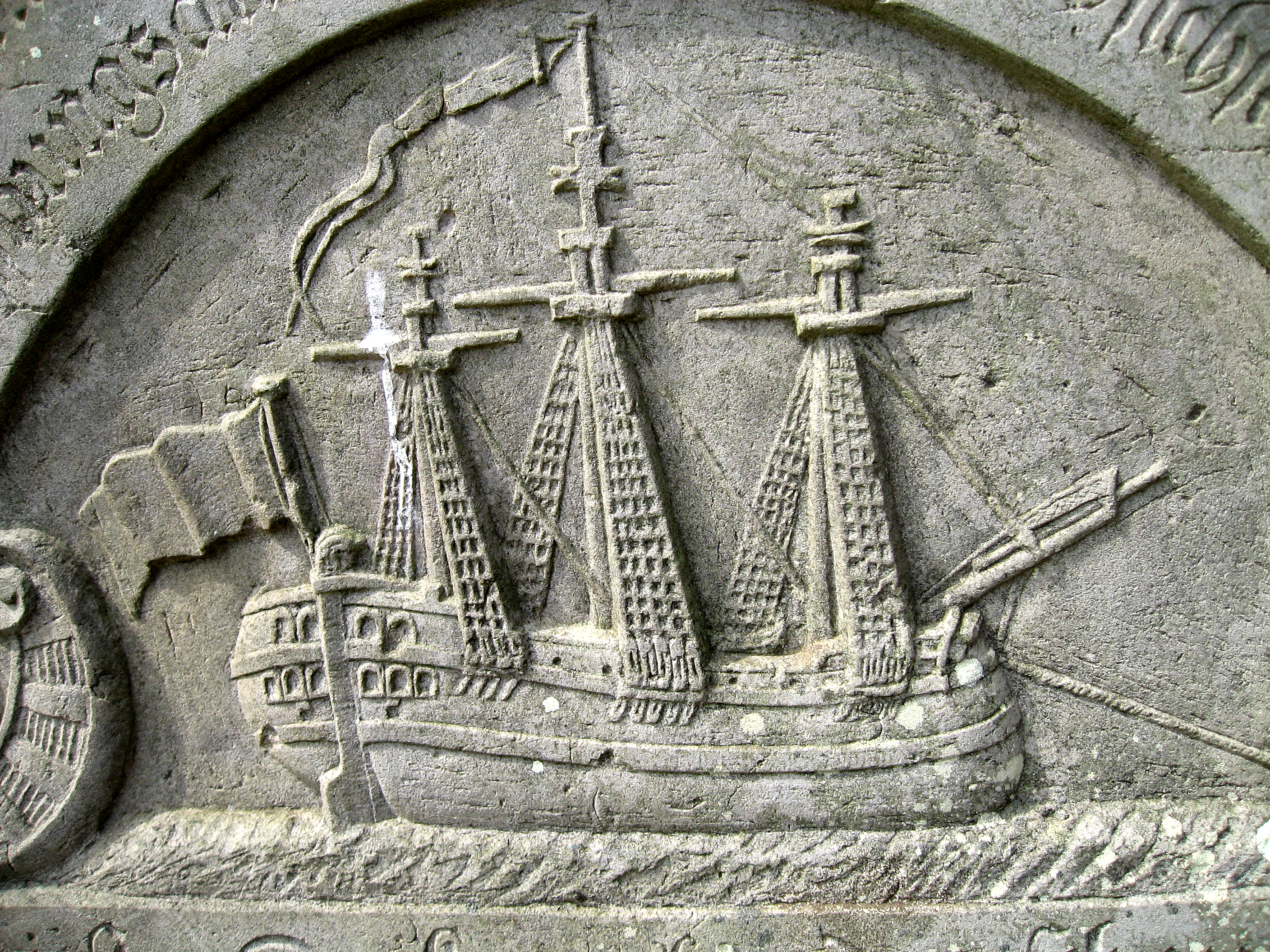
Grabsteins eines Seemanns, Detail
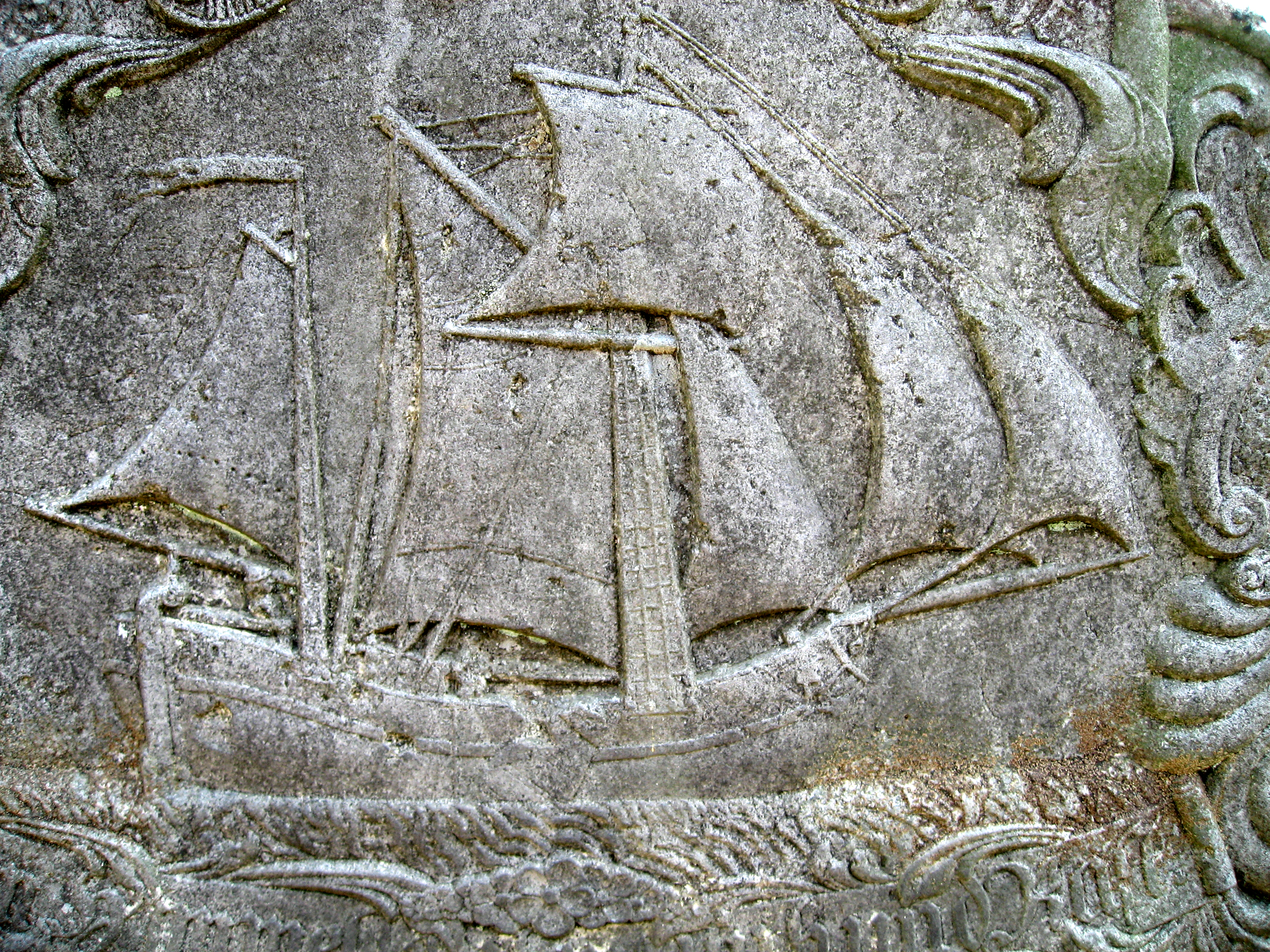
Grabsteins eines Seemanns, Detail
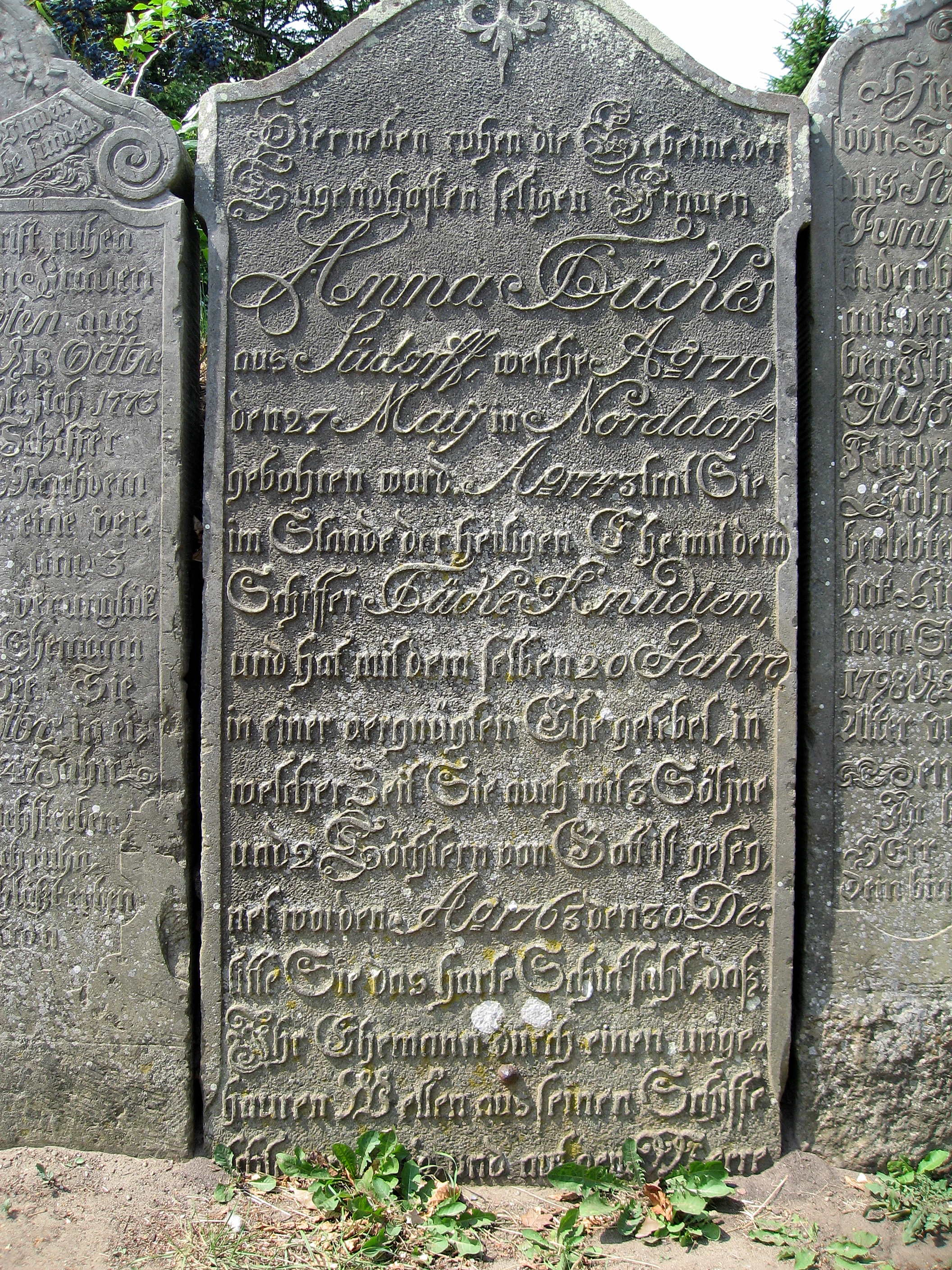
Grabstein einer Seefahrerwitwe

Um die Kirche herum befindet sich einer der zwei Friedhöfe für Amrumer. In der Nordwestecke des Friedhofs stehen rund 150 Grabsteine aus der Zeit von 1670 bis 1830, die sogenannten Sprechenden Grabsteine von Amrum, die gelegentlich aus Granitstein, überwiegend aber aus Sandstein errichtet sind. Neben Schiffsdarstellungen und aufwändiger Ornamentik zeigen diese in Stein gemeißelte kurze Texte über das Leben der Verstorbenen, etwa den Seefahrer Hark Olufs. Rund 90 der Grabsteine stehen unter Denkmalschutz. Teil der Anlage war bis 2013 ein Ehrenmal für die Amrumer Gefallenen der beiden Weltkriege. Im Zuge einer Umgestaltung wurden die Grabsteine 2014 in Reihen aufgestellt.

### Neuer Friedhof
Ein weiterer Friedhof, der „Neue Friedhof“, befindet sich nördlich von Nebel, östlich des Wirtschaftsweges nach Norddorf. Er wurde 1935 eingerichtet und dient wie der Friedhof um die Kirche den Einwohnern der Insel Amrum. Seit 2013 steht dort das Ehrenmal für Kriegsgefallene.

### Heimatlosenfriedhof

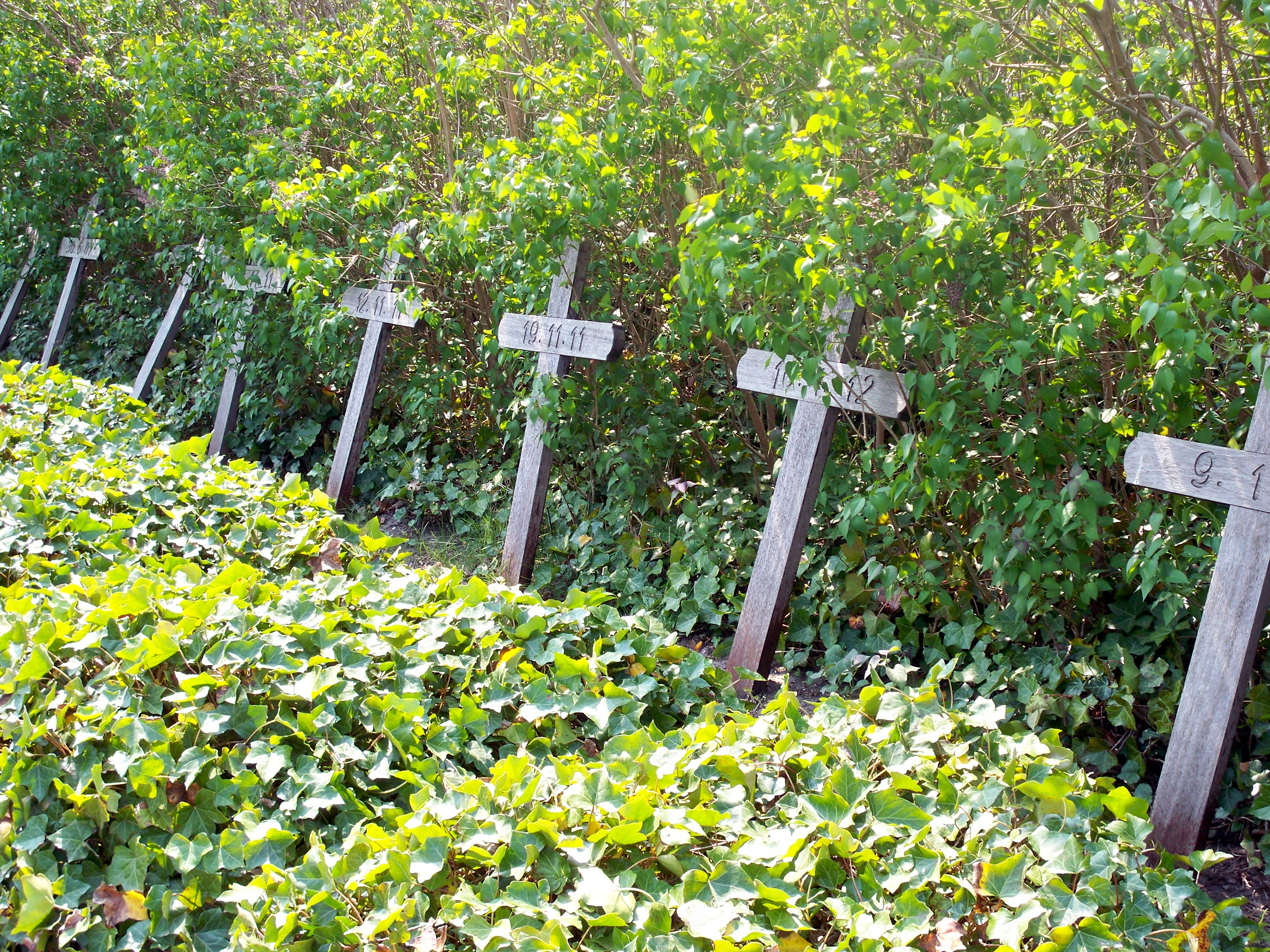
Gräber auf dem Amrumer Heimatlosenfriedhof

Gegenüber der Nebeler Windmühle befindet sich der  Amrumer Friedhof der Heimatlosen, auf dem nicht identifizierbare Wasserleichen bestattet wurden. Laut Kirchenchronik wurde dieser 1905 angelegt. Ein Amrumer Kapitän trat freiwillig von seinem Landbesitz die Friedhofsfläche ab. Die meisten Gräber stammen vom Beginn des 20. Jahrhunderts, das letzte aus dem Jahr 1969. Seitdem konnten alle vor Amrum gefundenen Ertrunkenen aufgrund besserer Techniken identifiziert werden. Jedes Grab ist mit einem schlichten Holzkreuz mit eingeschnitztem Funddatum versehen. Der hölzerne Torbogen des früheren Eingangsportals trägt die Inschrift „Es ist noch eine Ruhe vorhanden“. Hinter dem Eingang steht ein Feldstein aus der alten Westmauer der St.-Clemens-Kirche, mit den aufgemalten Worten „Freuet euch, daß eure Namen im Himmel geschrieben sind“.

## Weitere Einrichtungen und Besitztümer der Gemeinde

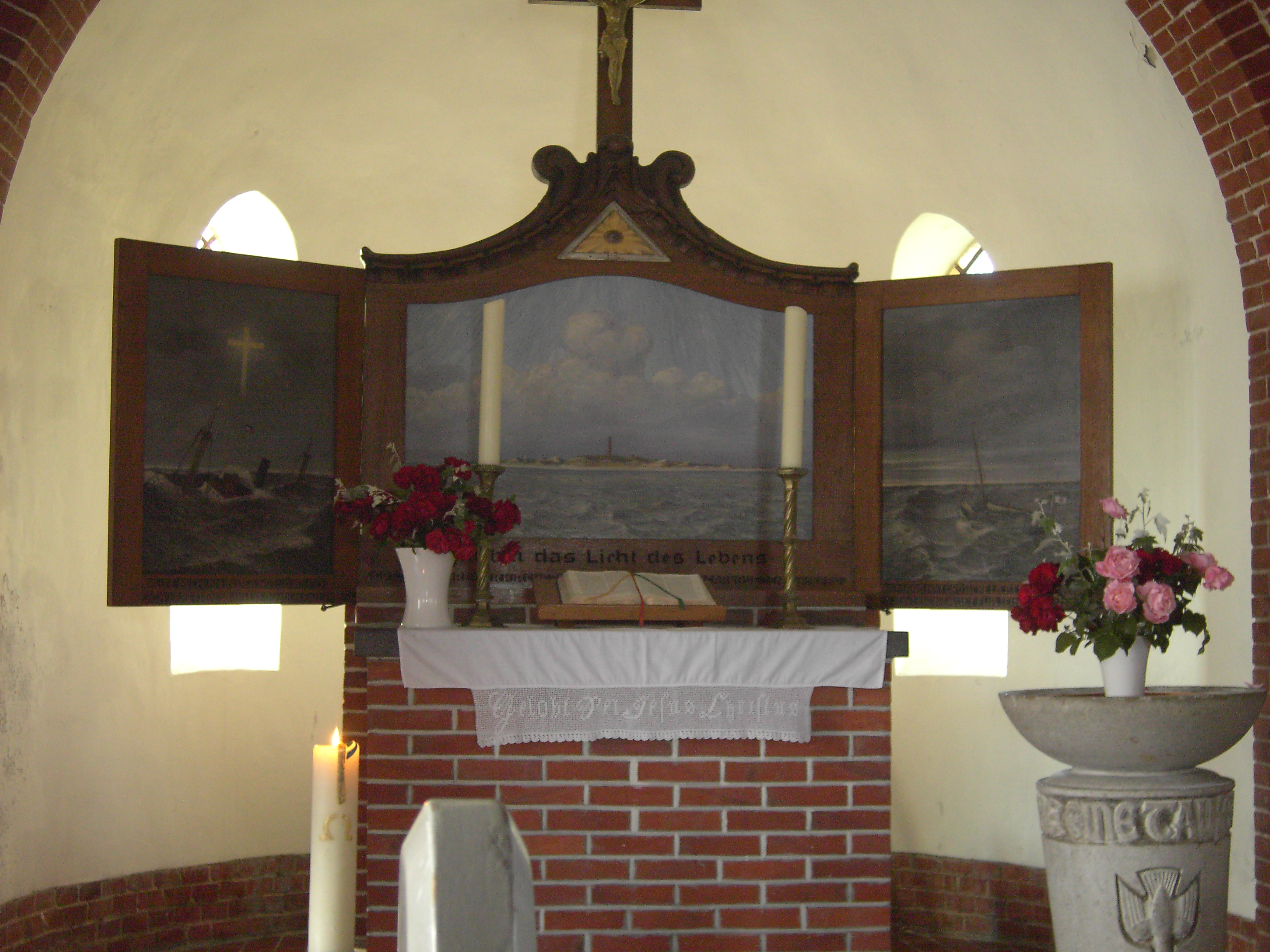
Altar der Wittdüner Kapelle

Die Gemeinde besitzt weitere öffentlich genutzte Gebäude, etwa das 1980 eingeweihte Gemeindehaus St. Clemens Hüs in Nebel und eine Kapelle in Wittdün, die um 1900 errichtet wurde und deren Altarbild Bezüge zur Seefahrt aufweist. In Norddorf wird das 1929 errichtete Evangelische Gemeindehaus von der Kirchengemeinde für Gottesdienste und andere Veranstaltungen genutzt. Der „Jugendposaunenchor“ der Gemeinde besteht seit 1954.
Die St.-Clemens-Kirchengemeinde ist Eigentümerin eines Exemplars des Missale Slesvicense, eines 1486 von Steffen Arndes gedrucktes Messbuchs, das in nur vier Exemplaren erhalten ist und als ältestes in Schleswig-Holstein bzw. zweitältestes in Dänemark gedrucktes Buch gilt. Das Buch befindet sich im Landeskirchlichen Archiv in Kiel, das zur Evangelisch-Lutherischen Kirche in Norddeutschland gehört, und wird gelegentlich in der Kirche ausgestellt, zuletzt 2009.